# Góry Bajkalskie

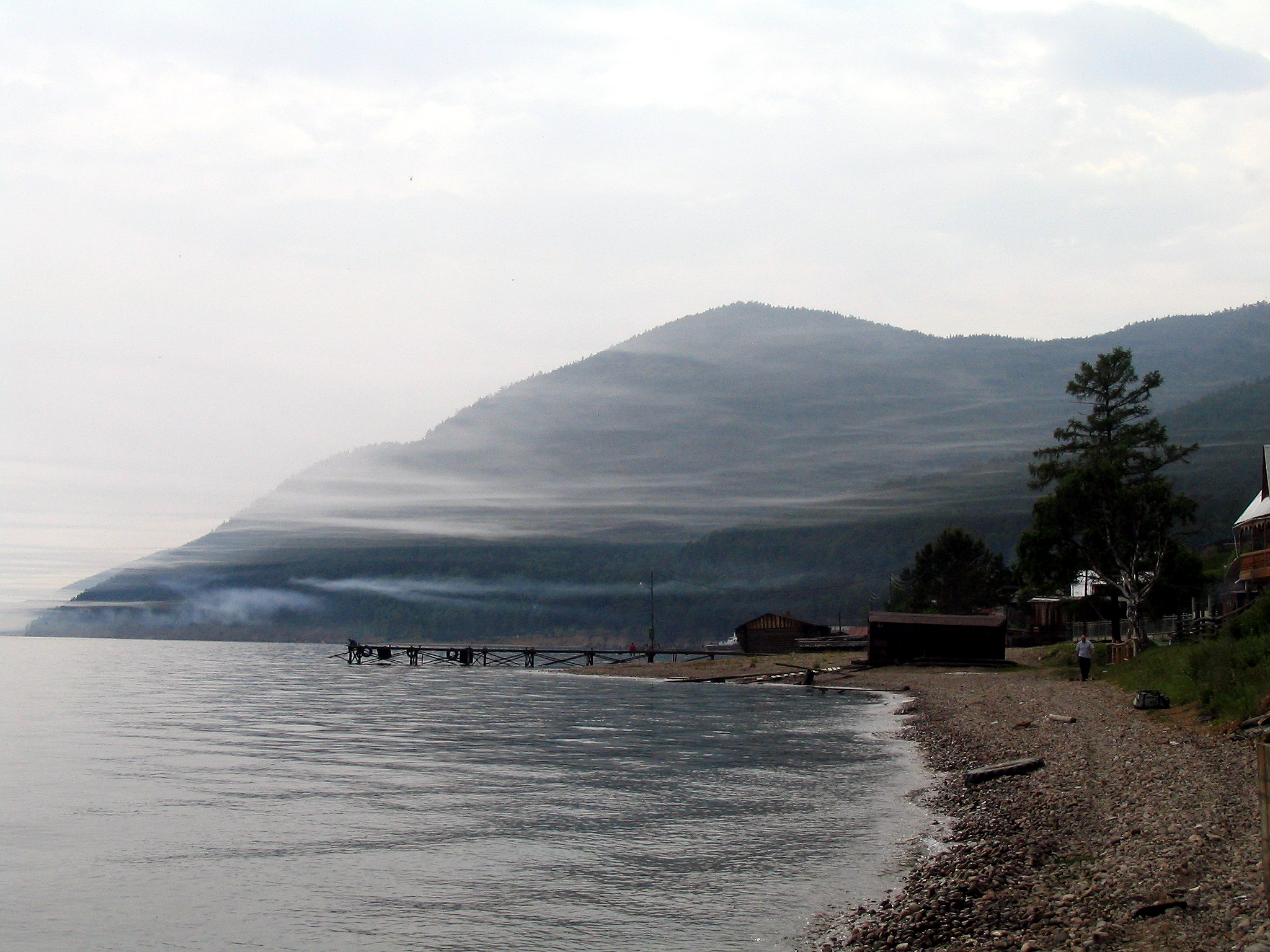
Jeden z wierzchołków Gór Bajkalskich w Bolszyich Kotach (2006)

Góry Bajkalskie (ros. Байкальский Хребет) – góry w azjatyckiej części Rosji, w obwodzie irkuckim i Buriacji.
Rozciągają się wzdłuż północno-zachodniego brzegu Bajkału; długość pasma ok. 300 km; średnia wysokość 1700–2000 m n.p.m.; najwyższy szczyt Góra Czerskiego (2572 m n.p.m.). Sfałdowane podczas orogenezy bajkalskiej; liczne zapadliska i rowy powstały w czasie orogenezy alpejskiej (w tym rów jeziora Bajkał); zbudowane ze skał prekambryjskich (łupki krystaliczne, gnejsy, piaskowce, marmury) i paleozoicznych. W niższych partiach tajga modrzewiowa (zachodnie i północne stoki) lub tajga iglasta (wschodnie stoki), w wyższych limba syberyjska, tundra górska i rumowiska skalne.
W Górach Bajkalskich bierze początek Lena i jej górne prawe dopływy (m.in. Kirenga).
W południowej części gór znajduje się Rezerwat Bajkalsko-Leński.